# Mutant Chronicles
Mutant Chronicles (engl. Titel: The Mutant Chronicles) ist ein britischer Science-Fiction-Steampunk-Actionfilm mit zahlreichen Elementen eines Kriegsfilms aus dem Jahr 2008. Regie führte Simon Hunter, das Drehbuch schrieb Philip Eisner.

## Handlung
Die Handlung spielt im Jahr 2707. Die Erde wird von vier mächtigen Konzernen regiert. Die Rohstoffe der Erde wurden erschöpft, weswegen die Menschheit andere Planeten kolonisierte, von denen der Mars eine besonders große Rolle spielt. Sgt. Mitch Hunter und Captain Nathan Rooker kämpfen als Soldaten für einen der Konzerne: Capitol.
Bei einer Offensive von Bauhaus, einem gegnerischen Konzern, wird durch Artilleriefeuer ein großes Siegel im Boden geöffnet und ein Schacht freigelegt, aus dem plötzlich Mutanten herausströmen. Rooker wird schwer verletzt und entführt, während Hunter fliehen kann.
Die Mutanten vermehren sich und richten große Zerstörungen an. Die Konzern-Chefs entscheiden, den Planeten zu evakuieren, wohlwissend, dass damit Millionen Zivilisten zurückgelassen werden müssen. Bruder Samuel, Mitglied eines religiösen Ordens, verweist jedoch auf ein Buch, in dem die Ankunft der Mutanten verkündet wird: Vor tausenden Jahren war eine Maschine aus dem All auf die Welt gekommen, um die Menschheit zu vernichten, indem sie alle in Mutanten verwandelt. Damals wurden die Mutanten besiegt und die Maschine unter ein Siegel gesperrt, das nun jedoch zerstört ist. Die Mutanten sind abermals frei. Das Buch nennt aber auch den Weg, die Maschine mit Hilfe eines Geräts zu vernichten, das für eine Bombe gehalten wird. Samuel begibt sich zusammen mit einigen wenigen Soldaten aller Konzerne, darunter Hunter, auf ein Himmelfahrtskommando direkt zu der Maschine selbst, um sie zu zerstören und die Welt zu retten.
Unterwegs wird die Gruppe Zeuge, wie die Besatzung eines Rettungsschiffs Plätze auf diesem meistbietend unter Zivilisten versteigert. Ein Besatzungsmitglied tötet einen Zivilisten und wird daraufhin von Hunter getötet; das verbleibende Besatzungsmitglied willigt nun ein, die Zivilisten ohne weitere Bedingungen an Bord zu nehmen.
Die Gruppe begibt sich in den Untergrund. Hunter trennt sich von der Gruppe, weil er seinen gefallenen Kameraden Rooker entdeckt. Dieser wird von einem Mutanten zur Maschine geschleppt. Hunter tötet zwar den Mutanten, jedoch ist Rooker zu schwer verletzt, um sich Hunter anzuschließen oder gar aus eigener Kraft zu fliehen. Rooker bittet Hunter, eine letzte Nachricht an „seine Frauen“ zu überbringen. Hunter zieht seine Waffe und erschießt ihn.
Die übrige Gruppe kommt der Mutanten-Maschine immer näher, wobei die Mutanten fast alle Mitglieder töten, darunter Bruder Samuel. Das Buch wird dabei teilweise zerstört. Hunter stürzt in eine der Vorrichtungen, die die Menschen in Mutanten umwandelt. Er entkommt jedoch, bevor die Umwandlung vollständig abgeschlossen ist, und schließt sich den beiden letzten Überlebenden an. Sie erreichen eine Plattform, die mehrere Bedienelemente enthält. Hunter installiert das mitgebrachte Sabotagegerät. Die beiden letzten Mitglieder der Expedition fallen, darunter die Novizin Severian, die vom in einen Mutanten transformierten Samuel getötet wird. Hunter besiegt Samuel mit Severians Schwert, das er als Schlüssel zur Aktivierung des Geräts einsetzt. Bruder Samuel, der noch über einen Rest Menschlichkeit verfügt, fordert Hunter auf, Vertrauen zu haben und von der Plattform zu springen. Hunter springt und landet sicher in einem unterirdischen Gewässer. 
Die Maschine entpuppt sich als Raumschiff, das ins All startet. In der letzten Einstellung versucht der verletzte Hunter vergeblich, seine letzte Zigarette anzuzünden, während das Raumschiff einen Kurs zum Mars einschlägt.

## Kritiken
Das Lexikon des internationalen Films sah einen „mit pausenloser Action aufgeladenen Science-Fiction-Film mit einer Reihe von Stars in Cameo-Auftritten, der nur alte Genremuster reproduziert, wobei die Schlachtfelder irritierender Weise an den Ersten Weltkrieg erinnern.“
Cinema schrieb: Mithilfe monochromer Farben aus dem Computer, einer Reihe deftiger Splatter-Effekte und grobschlächtiger Figuren vermischt Regisseur Simon Hunter in dieser Verfilmung des gleichnamigen Rollenspiels Weltkriegsszenarien mit beklemmenden Zukunftsvisionen. Das Ergebnis ist ein ambitionierter, aber mittelmäßiger Reißer: Während Hollywood-Recken wie Ron Perlman („Hellboy“) und John Malkovich („Con Air“) Big-Budget-Feeling versprühen, bewegen sich die zusammengeklaute Story und eintönig choreografierten Gemetzel auf B-Movie-Niveau. … Fazit: Blutiges und visuell interessantes Endzeitspektakel, das allerdings an einer wenig einfallsreichen Story und z. T. unfreiwillig komischen Dialogen krankt.
Auch die Kritik von Kino.de beschrieb den Film als „lose auf einem Fantasy-Rollenspiel basierendes, düsteres SF-Abenteuer der gehobenen B-Kategorie“.

## Hintergründe
Die Regie des auf einem Spiel beruhenden Films wurde zuerst Stephen Norrington, John Carpenter und Roger Christian angeboten, die alle ablehnten.
Der Film wurde in England gedreht, darunter in den Shepperton Studios und auf der Isle of Man. Die Dreharbeiten dauerten vom Ende Mai 2006 bis Ende Juli 2006. Im Vereinigten Königreich startete der Film am 10. Oktober 2008 in den Kinos. In Deutschland ist der Film am 24. Oktober 2008 in seiner ungekürzten Fassung mit SPIO/JK-Siegel „keine schwere Jugendgefährdung“ als Verleih-DVD und Blu-ray erschienen. Im Februar 2009 wurde diese Fassung indiziert.
Der Beginn des Filmes erinnert mit den Gefechten zwischen Bauhaus und Capitol stark an die Stellungskriege des Ersten Weltkrieges. Darunter fallen Szenen mit Giftgas, Ärzte, die den Soldaten Körperteile amputieren, sowie die Ausrüstung (die aus teilweise völlig überdimensionierten Granatwerfern und Karabinern besteht). Des Weiteren ähnelt der Tempel der Sekte sehr dem Neuen Turm Babel aus Fritz Langs Metropolis.
Die Story des Films basiert lose auf dem Hintergrund des gleichnamigen Rollenspiels, aus dem auch das Tabletop-Spiel Warzone stammt.
Die gezeigte technische Entwicklung des im 28. Jahrhundert angesiedelten Films erinnert eher an das 19. oder frühe 20. Jahrhundert und ist stark mit Elementen des Steampunk-Genre verbunden, im Film selbst wird aber nicht erklärt, wieso die Menschheit in 700 Jahren auf dieses Niveau zurückgefallen ist. Es wird lediglich von Samuel angedeutet, dass es am Anfang des 23. Jahrhunderts „den pechschwarzen Winter“ gab, womit sowohl ein Nuklearkrieg (siehe Nuklearer Winter) als auch ein schwerer Vulkanausbruch (siehe vulkanischer Winter) gemeint sein könnte. Für den Vulkanausbruch spricht die Tatsache, dass die „alte Stadt“ unter der Erde begraben wurde, was durch den Ascheregen möglich wäre. Laut dem gleichnamigen Rollenspiel beeinflusst die übernatürliche Energie „Dunkle Symmetrie“ und die Aura der Dunklen Legion hochentwickelte Computertechnik und nichtmechanische Maschinen.